# Phare de Felgueiras
Le phare de Felgueiras² (aussi appelé Phare de Boa Nova) est un phare situé en bout de la jetée droite du fleuve Douro dans la freguesia de Foz do Douro de la ville de Porto, dans le district de Porto (Région Nord du Portugal).
Il a été géré par l'autorité maritime nationale du Portugal à Oeiras (Grand Lisbonne).
Il est désormais désactivé et classé comme immeuble d'intérêt municipal

## Histoire
Le phare est une tour hexagonale en pierre de granit apparent de dix mètres de haut, avec galerie et lanterne rouge. Il dispose d'un petit bâtiment annexe avec des murs peints en blanc. Il émettait un éclat rouge toutes les 5 secondes.
La construction de la jetée de Felgueiras a débuté en 1790 pour l'ouverture d'un port dans l'embouchure de la rivière. En 1886 le phare a été mis en service. En 1945, des travaux de modernisation du phare rendent inutiles le phare de Senhora da Luz. En 1979, le phare est automatisé et télécommandé par le phare de Leça.
La lumière du phare a été désactivée en 2009 mais la corne de brume reste toujours active.
Identifiant : ARLHS : POR070 ; ex-PT-082 - ex-Amirauté : D2046 - NGA : 3252.
|          |
| Le phare |

|                           |
| Le phare en bout de jetée |

|             |
| La lanterne |

### Lien connexe
- Liste des phares du Portugal